# Kilian Albrecht
Kilian Albrecht (Au, 13 aprile 1973) è un ex sciatore alpino austriaco naturalizzato bulgaro nel dicembre del 2006.
Elemento di spicco della nazionale austriaca di slalom speciale tra gli anni 1990 e i primi anni 2000, durante tutto il corso della sua carriera è stato quasi esclusivamente uno slalomista.

## Biografia

### Stagioni 1992-2002
Albrecht debuttò in campo internazionale ai Mondiali juniores di Maribor 1992, conquistando la medaglia di bronzo nello slalom speciale; in Coppa Europa nella stagione 1993-1994 si piazzò 2º nella classifica di slalom gigante, mentre in quella successiva fu 3º nella classifica generale. Ottenne il primo piazzamento di rilievo in Coppa del Mondo il 12 novembre 1995 nello slalom gigante di Tignes, che chiuse al 21º posto; nella stessa stagione in Coppa Europa si classificò 3º sia nella classifica generale, sia in quella di supergigante.
Nel corso degli anni lo sciatore austriaco conquistò due podi in Coppa del Mondo, entrambi secondi posti ed entrambi in slalom speciale: il primo l'11 dicembre 2000 a Sestriere dietro a Hans Petter Buraas, il secondo il 20 gennaio 2002 a Kitzbühel dietro a Rainer Schönfelder. Ai XIX Giochi olimpici invernali di Salt Lake City 2002, i primi ai quali partecipò, giunse 4º nello slalom speciale, a quattro centesimi dal tempo ottenuto dal vincitore della medaglia di bronzo Benjamin Raich, e 11º nella combinata.

### Stagioni 2003-2013
Negli anni seguenti le sue prestazioni in Coppa del Mondo non furono più di altissimo livello, il che gli costò un parziale allontanamento dalla massima nazionale austriaca. Durante l'estate 2006, a causa di dissapori con la federazione, Albrecht cercò di cambiare nazione per la quale gareggiare. Sfumate le ipotesi Dubai e Ungheria, si accasò in Bulgaria nel dicembre di quell'anno. Per i nuovi colori partecipò ai suoi primi Campionati mondiali, quelli di Åre nel 2007, in cui ottenne il 13º posto nello slalom speciale e non completò lo slalom gigante; due anni dopo nella rassegna iridata di Val-d'Isère non terminò lo slalom speciale.
Ai XXI Giochi olimpici invernali di Vancouver 2010, sua ultima presenza olimpica, fu 20º nello slalom speciale e al congedo iridato, Garmisch-Partenkirchen 2011, si piazzò 26º nello slalom speciale. Abbandonata l'attività agonistica ai massimi livelli al termine della stagione 2011 (la sua ultima gara in Coppa del Mondo fu lo slalom speciale disputato a Bansko il 27 febbraio di quell'anno, che non completò), nel 2013 prese ancora parte ad alcune competizioni minori e il ritiro definitivo avvenne il 1º aprile a Bansko, in occasione dello slalom speciale dei Campionati bulgari juniores 2013.

## Palmarès

### Mondiali juniores
- 1 medaglia:
  - 1 bronzo (slalom speciale a Maribor 1992)

### Coppa del Mondo
- Miglior piazzamento in classifica generale: 30º nel 2001
- 2 podi:
  - 2 secondi posti

### Coppa Europa
- Miglior piazzamento in classifica generale: 3º nel 1995 e nel 1999
- 19 podi (dati dal 1995)[3]:
  - 4 vittorie
  - 6 secondi posti
  - 9 terzi posti

#### Coppa Europa - vittorie
| Data             | Località    | Paese   | Specialità |
| ---------------- | ----------- | ------- | ---------- |
| 7 febbraio 1995  | Les Arcs    | Francia | GS         |
| 10 marzo 1995    | Villaco     | Austria | GS         |
| 21 febbraio 2001 | Wildschönau | Austria | SL         |
| 15 gennaio 2002  | Mellau      | Austria | SL         |

Legenda:

GS = slalom gigante

SL = slalom speciale

### Nor-Am Cup
- Miglior piazzamento in classifica generale: 26º nel 2007
- 9 podi:
  - 2 vittorie
  - 4 secondi posti
  - 3 terzi posti

#### Nor-Am Cup - vittorie
| Data             | Località | Paese       | Specialità |
| ---------------- | -------- | ----------- | ---------- |
| 11 novembre 2000 | Loveland | Stati Uniti | SL         |
| 16 marzo 2007    | Panorama | Canada      | SL         |

Legenda:

SL = slalom speciale

### South American Cup
- 1 podio:
  - 1 secondo posto

### Australia New Zealand Cup
- Miglior piazzamento in classifica generale: 5º nel 2010
- 4 podi:
  - 1 vittoria
  - 2 secondi posti
  - 1 terzo posto

#### Australia New Zealand Cup - vittorie
| Data           | Località     | Paese     | Specialità |
| -------------- | ------------ | --------- | ---------- |
| 20 agosto 2009 | Mount Hotham | Australia | SL         |

Legenda:

SL = slalom speciale

### Far East Cup
- Miglior piazzamento in classifica generale: 4º nel 2006
- 4 podi:
  - 2 vittorie
  - 1 secondo posto
  - 1 terzo posto

#### Far East Cup - vittorie
| Data         | Località    | Paese    | Specialità |
| ------------ | ----------- | -------- | ---------- |
| 5 marzo 2006 | Nozawaonsen | Giappone | SL         |
| 7 marzo 2006 | Nozawaonsen | Giappone | GS         |

Legenda:

GS = slalom gigante

SL = slalom speciale

### Campionati austriaci
- 6 medaglie[4]:
  - 3 argenti (slalom speciale nel 1995; supergigante nel 1996; slalom speciale nel 2000)
  - 3 bronzi (slalom speciale, combinata nel 2001; slalom speciale nel 2006)

### Campionati bulgari
- 4 medaglie[5]:
- 3 ori (slalom gigante, slalom speciale nel 2007; slalom speciale nel 2008)
- 1 bronzo (slalom speciale nel 2013)

### Campionati austriaci juniores
- 2 medaglie[4]:
  - 2 ori (supergigante, slalom gigante nel 1992)